# Erasmo di Bartolo
Erasmo di Bartolo, anche noto come Erasmo Bartoli Filippino, Padre Raimo, Padre Erasmo o Erasmo De' Bartoli (Gaeta, 1º luglio 1606 – Napoli, 12 settembre 1656), è stato un compositore italiano, docente presso i conservatori di musica di Napoli.

## Biografia
Attivo nella prima metà del '600, Erasmo Bartoli, fu un religioso dell'Oratorio di San Filippo Neri e per tale motivo appellato con il nome di "Filippino". Servì come organista e insegnante presso la Pietà dei Turchini a Napoli, dove ebbe come allievo, fra gli altri, Giovanni Salvatore. 

La musica del Bartoli, di derivazione palestriniana influenzò anche il giovane Giovanni Battista Pergolesi, avendole egli ascoltate, circa un secolo dopo, nella chiesa dei Padri dell'Oratorio (i filippini) di Napoli. 

Morì di peste nel 1656.

## Opere
- Quarant'ore con musica a quattro chori.

## Lavori
- Messa per S.Filippo Neri, per coro a 4 voci e complesso strumentale
- Mottetti per le Quarantore

## Discografia
- Salmo su Vespro Solenne (Napoli 1632). con opere di G. M. Sabino, Majello. (Symphonia 91S04) 1993